# Alopecia areata
Alopecia areata (de naam betekent pleksgewijze kaalheid) is een haaraandoening, waarbij een persoon vrij plotseling gedeeltelijk kaal wordt. Deze aandoening kan op elke leeftijd optreden, bij zowel mannen als vrouwen. De incidentiepiek is te vinden bij jongvolwassenen. Naar schatting lijdt 1 op de 1000 tot 2000 mensen in de bevolking aan de aandoening. Onderzoeken in de VS en in Europa geven echter een veel hoger percentage: 1,7% van alle mensen zouden vóór hun vijftigste een van de vormen van deze auto-immuunstoornis aan den lijve hebben ervaren, al was dat mogelijk de minst in het oog springende vorm.
Een ontstekingsproces rondom de haarwortel belemmert de haarwortels in hun functie, waardoor hieruit enkel nog misvormde, gemakkelijk afbrekende en uiteindelijk helemaal geen haren meer groeien. Dit zorgt in het begin voor pleksgewijze kaalheid. Uiteindelijk kan het ziekteproces, in ernstige gevallen, leiden tot complete kaalheid. Omdat de haarwortels aanwezig blijven, in tegenstelling tot sommige andere aandoeningen waarbij haaruitval optreedt en waarbij wel follikelatrofie plaatsvindt, bestaat de kans dat het haar terugkomt. De prognose wordt echter slechter naarmate het ziekteproces uitgebreider is. Ook bij het ontstaan op jonge leeftijd en het vaak optreden van een recidief is de prognose slecht.
De plekken waar alopecia areata zich voordoet, zijn vaak rond of ovaal van vorm. In deze plekken vallen alle haren uit. De plekken op de huid zijn echter niet verlittekend, rood of ontstoken, zoals bij andere haaraandoeningen soms wel het geval is. Aan de randen van de aangedane plekken zitten loszittende haren en soms zijn hier kleine haartjes, de zogenaamde uitroeptekenharen, te zien.
In principe kunnen alle terminale haren aangedaan zijn. Indien het haar op de hoofdhuid, de wenkbrauwen, de wimpers en het baardhaar geheel is uitgevallen, spreekt men van alopecia totalis. Indien ook het okselhaar, borsthaar en schaamhaar is uitgevallen, wordt de aandoening aangeduid met de term alopecia universalis. Ook wordt onderscheid gemaakt in het aantal plekken waar kaalheid optreedt. De aandoening kan ook beperkt blijven tot enkel de baard, dit heet dan alopecia areata barbae. Diffuse alopecia areata kan volgens enkelen optreden als gevolg van een psychisch trauma. Dit uit zich in het verschijnsel dat een persoon met een gemengde haardos (grijze en donkere haren), ineens alle donkere haren verliest. Met alopecia areata monolocularis wordt bedoeld dat er slechts een kale plek is, alopecia areata multilocularis wordt gebruikt indien de kaalheid op meer plekken optreedt.
Ten slotte kunnen ook de nagels in het ziekteproces worden betrokken. Vooral vingernagels zijn aangedaan, meestal met putjes of witte plekken (leukonychie), soms worden ze broos en breken gemakkelijk af.
De meeste patiënten ontdekken pas dat ze aan alopecia areata lijden op het moment dat zichtbare kale plekken verschijnen, omdat de aandoening niet met jeuk of pijn gepaard gaat.

## Oorzaak
De oorzaak van alopecia areata is niet bekend. Wel is er een statistische relatie gevonden met het atopisch syndroom (constitutioneel eczeem, hooikoorts en astma), met psoriasis, met stoornissen in het endocrien systeem en met auto-immuunziekten, onder andere schildklieraandoeningen. Welke rol de autoantilichamen in het ziekteproces spelen, is nog niet duidelijk. Het hebben van deze aandoeningen verslechtert de prognose. In hoeverre alopecia areata wordt beïnvloed door erfelijke factoren, is niet bekend. Patiënten met alopecia areata hebben in 10 tot 20 procent van de gevallen een of meer familieleden die ook aan de aandoening lijden. Ook komt alopecia areata bij patiënten met het syndroom van Down vaker voor dan bij anderen.
Alopecia areata kan tot uiting komen na een ingrijpende emotionele gebeurtenis of na een periode van verhoogde stress.
Patiënten leggen zelf soms het verband met lichamelijke trauma’s, narcose of medicijngebruik. Bewijs hiervoor ontbreekt.

## Verloop
Het verloop van alopecia areata is grillig. Het is niet of nauwelijks te voorspellen of het haar terugkomt en of dat eventuele herstel blijvend zal zijn. In ongeveer 80% van de gevallen keert het haar spontaan terug binnen enkele maanden tot jaren.

## Behandeling
Over de te kiezen behandeling zijn de meningen verdeeld. Van geen enkele therapie is effect bewezen, waardoor vaak het natuurlijk verloop wordt afgewacht. De aandoening gaat dan (vaak) vanzelf weer over. Soms worden corticosteroïden in de kale plekken gespoten. Soms wordt ook fotochemotherapie toegepast. Een andere optie is immunocontacttherapie: hierbij wordt de patiënt eerst (contact)allergisch gemaakt voor een stof, die vervolgens regelmatig op de hoofdhuid wordt aangebracht. De eczeemreactie van de hoofdhuid remt het ontstekingsproces dat de haaruitval veroorzaakt, maar de effectiviteit is matig. Stoffen die hiervoor gebruikt worden zijn DPCP (diphencyprone), DNCB (dinitrochlorobenzene) en SADBE (squaric acid dibutylester, kwadraatzuur). Veel patiënten krijgen begeleiding van gespecialiseerde mensen omdat de afwijking psychisch zeer belastend kan zijn. Patiënten dragen vaak een haarwerk.
Als de gezichtsbeharing is verdwenen, zoals de wenkbrauwen en de wimpers, wordt de uitdrukking in het gezicht opvallend minder. Dit kan verholpen worden door een permanente make-up behandeling te laten doen. Hiermee kunnen wenkbrauwen en wimperrand voor een paar jaar worden gepigmenteerd.

## Terzijde
- De Britse baanwielrenster Joanna Rowsell lijdt aan alopecia areata. Zij won zowel op de Olympische Zomerspelen 2012 in Londen als in 2016 in Rio de Janeiro goud op het onderdeel ploegenachtervolging.
- De Spaanse voetballer Víctor Mollejo lijdt aan alopecia areata.
- De Amerikaanse actrice Jada Pinkett Smith lijdt aan alopecia areata.